# Prenocephale

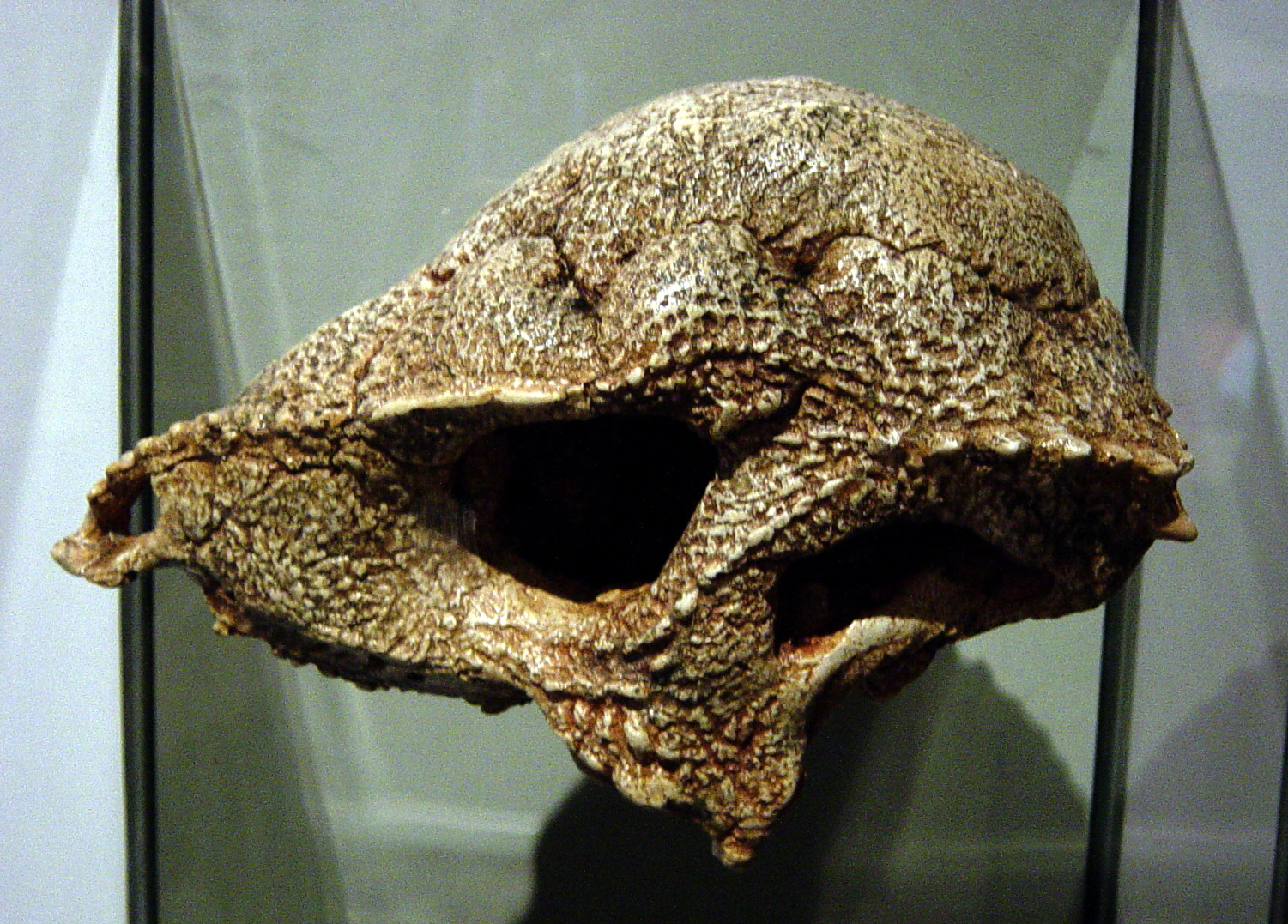
Schädel von Prenocephale

Prenocephale ist eine Gattung der Vogelbeckensaurier (Ornithischia) aus der Gruppe der Pachycephalosauria. Einzige beschriebene Art ist P. prenes.

## Merkmale
Von Prenocephale sind ein kompletter Schädel und Teile des Körperskeletts bekannt, er zählt also zu den besser erhaltenen Pachycephalosauriern. Mit geschätzten 2,4 Metern Länge gehört er zu den kleineren Vertretern dieser Gruppe. Charakteristisch war wie bei allen Pachycephalosauriern das verdickte Schädeldach. Dieses bestand aus den zum Frontoparietale zusammengewachsenen Stirn- und Scheitelbein. Das Schädeldach war aufgewölbt, Prenocephale zählt somit zu den kuppelköpfigen Pachycephalosauriern, die oberen Schädelfenster der Schläfenregion waren geschlossen. Seitlich und hinten auf dem Schuppenbein (Squamosum) war eine Reihe knöcherner Höcker, auch im Bereich der Augenhöhle und am Nasenbein befanden sich Knochenhöcker. Die Funktion dieses verdickten Schädeldachs ist immer noch umstritten, unklar ist, ob damit Rammstöße gegen den Kopf oder den Rumpf des Gegners durchgeführt wurden oder ob es nur der Zurschaustellung diente. (Siehe dazu Funktion des Schädeldachs bei den Pachycephalosauria.)
Am Zwischenkieferknochen (Praemaxillare, dem vordersten Teil des Oberkiefers) befanden sich drei eckzahnähnliche, leicht gebogene Zähne, von denen der dritte der größte war. Dahinter klaffte eine Lücke, die Zähne des Oberkiefers trugen dreieckige, leicht gezackte Kronen. Wie alle Pachycephalosaurier dürfte sich Prenocephale vorwiegend pflanzlich ernährt haben, möglicherweise ergänzt durch Insekten.
Dieser Dinosaurier bewegte sich biped (zweifüßig) fort, die Hinterbeine waren deutlich länger als die Vorderbeine. Das Becken war wie bei allen Pachycephalosauriern sehr breit gebaut.

## Entdeckung und Systematik
Fossile Überreste von Prenocephale stammen aus der Provinz Ömnö-Gobi-Aimag in der Mongolei und wurden 1974 von Maryańska und Osmólska erstbeschrieben. Der Name leitet sich von den griechischen Wörtern prenes (=„geneigt, schief“) und kephale (=„Kopf“), einem häufigen Namensbestandteil von Pachycephalosauriern, ab. Typusart ist P. prenes. Der Fund wird in die Oberkreide (spätes Campanium bis frühes Maastrichtium) auf ein Alter von ca. 76 bis 69 Millionen Jahren datiert.
Während viele Werke mit P. prenes nur eine Art anerkennen, schließt R. Sullivan drei weitere Arten in die Gattung Prenocephale ein: P. brevis und P. edmontonensis (die üblicherweise in Stegoceras eingerechnet werden) und P. goodwini (der üblicherweise in einer eigenen Gattung Sphaerotholus geführt wird). Damit kämen auch drei nordamerikanische Taxa zu dieser Gattung hinzu, was die geographische und zeitliche Ausbreitung von Prenocephale erweitern würde.